# Décembre 1809
Cette page présente les faits marquants du mois de décembre 1809.

## Événements
- 12 décembre : prise de Gérone par les Français[1].

- 15 décembre, France : sénatus-consulte prononçant le divorce de Napoléon et Joséphine de Beauharnais.

- 25 décembre : décret d’organisation des Provinces illyriennes. Marmont (1774-1852) est nommé gouverneur[2]. Suppression partielle des dernières servitudes féodales. Abolition des privilèges corporatifs. Si le français devient langue officielle, le slovène devient obligatoire dans l’enseignement primaire[3].

- 30 décembre, États-Unis : on interdit le port des masques aux bals à Boston.

- Nouvelle-Zélande : massacre du Boyd, près de 66 Européens tués, l'un des plus grands cas de cannibalisme documenté.

## Naissances
- 1er décembre : Pierre-Dominique Bazaine (mort en 1893), ingénieur français.
- 17 décembre : Wolfgang Sartorius von Waltershausen (mort en 1876), géologue allemand.
- 19 décembre : Pierre-Joseph van Beneden (mort en 1894), paléontologue et zoologiste belge.
- 24 décembre : Kit Carson, trappeur, traiteur, éclaireur, colonel des volontaires américains († 23 mai 1868).
- 29 décembre : William Gladstone Premier ministre britannique († 19 mai 1898).

## Décès
- 16 décembre : Antoine-François Fourcroy (né en 1755), chimiste français et député à la Convention nationale.